# Властимир Станисављевић
Властимир Станисављевић Шаркаменац (Салаш, 13. јун 1941) српски је писац и композитор.

## Биографија
Властимир Станисављевић (или Вла. Ста. Шаркаменац) завршио је Учитељску школу у Неготину и био учитељ у местима источне Србије. Студирао је архитектуру у Скопљу и Нишу, а магистрирао на Архитектонском факултету Универзитета у Београду. Од 1987. живи и ради у Паризу, где се бави српском књижевношћу и компоновањем. Објавио је преко четрдесет књига, тачније 43, поезије и прозе, 325 прича у 7 књига и периодици, а у музици најужу сарадњу постигао је са Луисом у новокомпонованој музици и са оперским певачем Славком Николићем („Српски Павароти”) у озбиљној музици. Посебно је окренут хорском стваралаштву.

## Дела

### Библиографиа
- ТАМНА СТРАНА КАМЕНА - збирка поезије, 2000.
- ПАЊ – поема, 2001.
- И БОГ ЧОВЕК ЈЕСТЕ – збирка поезије, 2001.
- МОКРАЊЧЕВИ ДАНИ ПЕСМОМ ПРЕБИРАНИ – песме, (збирка), 2002.
- УЧИНИЛА СИ СЕ… – љубавна и еротска поезија (збирка), 2002.
- ГРАЧАНИЦА ПОСЛЕ ХИЉАДУ ГОДИНА – збирка приповедака, два издања, 2003. и 2008.
- ЈА ЧАРНОЈЕВИЋ – рукописана збирка косовских песама, 2003.
- ПЕТО, СРПСКО ЈЕВАНЂЕЉЕ – роман, 2004.
- ТЕОРИЈА РАТА –песме (збирка), 2004.
- ЖЕНА ОД КОВАНОГ ГВОЖЂА – песме о ромима (збирка), 2005.
- УЗИДАНЕ СЕНКЕ – збирка приповедака руралне фантастике, 2006.
- ЛЕОНАРДОВА СМРТ У ШАРКАМЕНУ – роман о Л. да Винчију, 1. том, 2007.
- ВОДА КОЈА ПАМТИ – роман, 2. том о Леонарду да Винчију, 2006.
- СЕНКА – песме (збирка), 2007.
- КРШНЕ ГРАНЕ БАДЕМА – песмарица (збирка песама за певање), 2007.
- МОЈА МОЛИТВА – 101 сонет Богородици Тројеручици (збирка песама), 2007.
- СУНЦОКРЕТ – збирка песама, 2008.
- ГЛАВА – збирка песама о Карађорђу, 2009.
- НАЈБОЉЕ ОД ВЛАСТЕ ШАРКАМЕНЦА – избор песама, 2009.
- ЂОКОНДИН ОСМЕХ – роман, 3. том о Леонарду да Винчију, 2009.
- ПЕВАЊЕ УНАЗАД – збирка поезије, 2010.
- УЗВИШЕНО ПОЧИВАЈУ МУЗЕ – збирка еротских приповедака, 2011.
- ТЕЧЕ ДЊЕПАР - збирка приповедака закарпатске тематике, 2012.
- ПЕСМЕ ми и дани, Петровићу БРАНИ - збирка-омаж песама, 2012.
- СТО СОНЕТА - ШЕСТА СТРАНА СВЕТА - збирка сонета, 2012.
- ЕХ ДОБРИ ОЧЕ МОЈ - роман, 2013.
- НЕОТЕТ0 ЛИЦЕ СРБИЈЕ - збирка песама о манастирима, 2013.
- БЕЛИ АНЂЕО - збирка песама из колоније у Милешеви, 2014.
- ГОЛУБИЦА КРАЉА ПЕТРА ПРВОГ - приче из Првог светског рата, 2014.
- ПРВА ЉУБАВ (ГДЕ ЛИ ЈЕ САД ОНА?) - збирка поезије, 2015.
- ГОЛГОТА - збирка два сонетна венца, 2016.
- ЛАВЕЖ ЗА ЛАВЕЖ - збирка прича о животињама, 2016.
- ПРОГНАНИ - једна љубавна прича о мигрантима, 2017.
- ДУЧИЋ ЊИМ САМИМ - (песнички) роман, 2017.
- ЦИГАНИ СЕ ВРАЋАЈУ СА НЕБА - песмарица и причарица ромска, 2017.
- ГОВОРЕ ПЕСМЕ - збирка поезије, 2017.
- ДУНАВ - збирка поезије, 2017.
- КЕЛНСКА КАТЕДРАЛА - збирка приповедака, 2018.
- ХРАСТ КАО ХРИСТ, дрво прво - збирка поезије, 2018.
- 101-ФОРА! (ДОМОВИНА У РАНЦУ, КУЋНА ЗМИЈА У НЕДРИМА) – роман, 2019.
- КОЧА – библиофилска збирка поезије, 2020.
- ОСАМ ДАНА У ЛИСАБОНУ (С ДРАИНЦЕМ) – полижанровски роман, путопис... 2023.
- САЛВЕ СТИХЈА – ВОЗДИХАНИЈЕ – збирка поезије, 2023.

### Музичка дела
- ДРВО ЖИВОТА – кантата у 16 певања на либрето Адама Пуслојића (Мокрањчеви дани 2001. – Неготин).
- КРШНЕ ГРАНЕ БАДЕМА – сет српских уметничких песама (Славко Николић, тенор – Мокрањчеви дани, 2007. – Неготин).
- РАПСОДИЈА ХАЈДУК ВЕЉКО за тенор, сопран и хор.
- ЗАЈЕЧАРЕ, ЗАЈЕЧАРЕ – химна Зајечару.
- РАДОСНЕ МАНАСТИРСКЕ ПЕСМЕ - песмe о српским манастирима (Славко Николић - тенор ; светска премијера, 2014. - Париз).
- ЦИГАНИ СЕ ВРАЋАЈУ СА НЕБА - ромске песме (светска премијера, 2017. - Париз ; ЦД - 12 песама ромске музике "Цигани се враћају са неба" - ПГП - РТ Србија).